# 原田宗時
原田 宗時（はらだ むねとき、1565年（永禄8年）- 1593年7月（文禄2年））は、安土桃山時代の武将。伊達氏の家臣。通称は左馬之助（左馬助）。

## 生涯
永禄8年（1565年）、陸奥・出羽の戦国大名・伊達氏の家臣である山嶺安長（源市郎）の子として誕生した。幼名は虎駒。原田氏の祖は伊達氏初代・朝宗に仕えた、伊達氏累世の宿老家にあたる。
天正10年（1582年）4月に相馬表の戦いにて叔父の原田宗政が戦死し、宗政に嗣子がいなかったため、伊達輝宗の命により、虎駒が原田家の嗣子となることを命ぜられ、原田家第17代当主となった。偏諱を授かって宗時と称し、左馬之助と名付けられる。その後、輝宗に仕え、天正11年（1583年）にはわずか18歳にして原田城（現：山形県川西町上小松）城主を継いだ。
剛直な性格にして勇武の士であったといわれ、才気に富み、各所の戦いにおいて顕著な戦功をあげ、輝宗やその子・政宗の厚い信頼を受けた。特に天正17年（1589年）の摺上原の戦いに参陣して武功を挙げている。
天正19年（1591年）、豊臣秀吉による奥州再仕置きによって伊達氏が米沢を召し上げられ、岩出山に移封となると、宗時も原田城から離れ政宗に従った。
文禄元年（1592年）、秀吉よる朝鮮出兵では、政宗に従って渡海するが、文禄2年（1593年）に釜山にて風土病を患う。暇を賜い帰船したが、病がますます重くなり釜山浦近くの島に滞留して対馬国まで戻ったが、そこで病死した（釜山浦で死去したという）。享年29。
政宗は原田宗時のあまりにも早すぎる訃報を知り、御嘆きのあまり、彌陀の名号を御句の上に置いた『国風六首』を詠じた。
- 夏衣キツツナレニシ身ナレトモ別ルル秋ノホトソモノウキ
- 虫ノ音ハ涙モヨホスユフマクレサヒシキ床ノヲキフシモウシ
- アハレケニ思フニツレス世ノナラヒナレニシ友ノ別モソスル
- 見ルカラニ猶アハレソウ筆ノ跡今ヨリ後ノ形見ナラマシ
- 誰トテモ終ニハユカン道ナレトサキタツ人ノ身ソ哀ナル
- 吹ハラフ嵐ニモロキ萩カハナタレシモ今ヤオシマサラメヤ

死後、宗時には嗣子がいなかったので、政宗の命により、桑折宗長の末子、弁慶が養子に命ぜられ、原田宗資と名乗る。
原田家が宗時の代まで居城した原田城址には、原田家の愛木である樅の古木が立ち並んでいる。

## 逸話
- 朝鮮出兵に参陣した伊達軍は、とても派手な格好をしていて評判になり、京の町では派手好きな人を「伊達者」というようになった。中でも宗時は、同僚の後藤信康と2人で駿馬にまたがり、長さ1間半（約2.7メートル）もの大太刀に、金の鎖をつけて肩から提げ、大太刀が地面につきそうなくらい長刀であったといい、「さすがは伊達者」と人々を驚かせ、人々はみな彼の威を讃えたという。
- 後藤信康とは対立関係にあり、ある時に日頃の信康の態度に憤激した宗時は信康に決闘を申し入れたが、信康に諭され和解し、信康の義勇の大きさに敬服して、以後2人は親善を深くしたという。